# Heortia
Heortia is een geslacht van vlinders van de familie grasmotten (Crambidae), uit de onderfamilie Odontiinae.

## Soorten
- H. dominalis Lederer, 1863
- H. iospora (Meyrick, 1936)
- H. iridia Munroe, 1977
- H. ocellata (Hampson, 1916)
- H. plumbatalis (Zeller, 1852)
- H. polyplagalis Hampson, 1913
- H. vitessoides (Moore, 1885)